# Ein Stern fällt vom Himmel (1934)
Ein Stern fällt vom Himmel ist ein österreichischer Gesangs- und Liebesfilm von Max Neufeld mit Joseph Schmidt in der Hauptrolle.

## Handlung
Josef Reiner ist ein Wiener Musikstudent, als Tenor zwar äußerst begabt, aber nicht sonderlich lebenstüchtig. Die junge Annerl Bachinger, ihres Zeichens Klavierlehrerin, himmelt Josef wegen seiner glockenhellen, traumhaft schönen Stimme heimlich an. Soeben ist Reiner eine Gesangsrolle in einer Kinoproduktion mit dem populären Gesangstenor Lincoln durch die Lappen gegangen, weil Reiner jedes Mal dann die prachtvolle Opernstimme versagt, wenn er jemanden in eine Zitrone beißen sieht. Dies ist die Chance für Annerl, „ihrem“ Josef ihre Liebe zu beweisen. Sie geht zu der Filmproduktionsfirma, um dem Direktor Josef wärmstens ans Herz zu legen. Durch einen Zufall gerät sie in eine Filmkulisse, in der sich gerade Lincoln aufhält. Sie glaubt, in diesem als Büro gestalteten Raum den Chef dieser Filmfirma zu sehen. Lincoln findet Gefallen an dem feschen Maderl und lädt sie zu einem Heurigenabend ein, wo angeblich Josef Reiner auftreten soll. Wie es der Zufall will, ist zu diesem Zeitpunkt auch Lincolns Manager Tomson anwesend, der aber nicht wissen darf, dass der Filmliebling ebenfalls hier ist. 
Als Tomson Reiners Stimme hört, die große Ähnlichkeit mit der Lincolns besitzt, ist dieser fuchsteufelswild, glaubt er doch, dass Filmliebling Lincoln sich für ein schlichtes Heurigen-Vergnügen hergibt. Prompt geraten Star und Manager am folgenden Tag aneinander, und infolge des Streits greift Lincoln zu einer Flasche, in der er Whisky vermutet. Doch die enthält eine ätzende Flüssigkeit, die es dem Künstler vorübergehend unmöglich macht, zu singen. Das ist nun die Stunde Josef Reiners. Zwar weigert sich dieser zunächst, Lincoln bei den verbleibenden Filmaufnahmen seine eigene Stimme zu leihen, schließlich lässt er sich jedoch dazu überreden. Während Lincoln den Mund auf und zu macht, singt Josef hinter dem Vorhang für ihn. Die ganze Angelegenheit droht bald aufzufliegen, da nun Josef feststellen muss, dass Lincoln sich, mehr als es Josef gefallen kann, für die hübsche Annerl zu interessieren beginnt. Nun geraten Tomson und Josef aneinander, und die anwesende Presse bekommt dies alles mit. Um die verfängliche Situation zu retten, behauptet Lincoln, alles sei so inszeniert worden, weil er das neue Gesangstalent Josef Reiner auf diese Weise der breiten Öffentlichkeit vorstellen wollte. Josef bekommt schließlich nicht nur die Chance für eine große Gesangskarriere, sondern auch noch das Herz seiner Annerl.

## Produktionsnotizen
Ein Stern fällt vom Himmel entstand ab Oktober 1934 in Wien-Sievering und wurde am 28. Dezember 1934 in der österreichischen Hauptstadt uraufgeführt. Eine deutsche Erstaufführung gab es aufgrund des jüdischen Hauptdarstellers Schmidt bis 1945 nicht. 
Hans May verwendete bei seiner Musik fremde Kompositionen und übernahm auch die musikalische Leitung. Anton Schmid entwarf die Filmbauten, Alfred Norkus zeichnete für den Ton verantwortlich. Karl Ehrlich war Aufnahmeleiter. Die Liedtexte verfasste Ernst Neubach.
Der nachmals berühmte Theaterleiter und Regisseur Ernst Heinz Häussermann gab hier 18-jährig sein Filmdebüt an der Seite seines Vaters Reinhold Häussermann.

## Wissenswertes
1936 wurde von dem Film als A Star Fell From Heaven unter der Regie von Paul Merzbach auch eine britische Version gedreht. Joseph Schmidt übernahm auch hier die Hauptrolle.

## Musik
Folgende Musiktitel wurden gespielt:
- Ein Stern fällt vom Himmel
- Ich singe Dir ein Liebeslied
- In einem Lied aus Wien liegt was Eignes drin
- Mandrulinata di Napoli
- Wenn beim Wein ein Walzer klingt

## Kritiken
Paimann’s Filmlisten resümierte: „Xte Variation des ‚Sängerschicksals‘, mit netten Einfällen aber in nicht allzu flotten Tempo inszeniert. Schmidt ist seinem Können entsprechend eingesetzt … Ein guter Mittelfilm.“
Die Österreichische Film-Zeitung schrieb: „Die Stimme des Sängers wird durch das Mikrophon weich und wohlklingend wiedergegeben.“
Auf film.at heißt es: „Was schön ist, und dem besten aller Filme um Joseph Schmidt absolut angemessen: Neufeld konnte wie kein anderer mit dem gedrungenen, optisch nicht sonderlich auffälligen, aber auf eine herzliche Weise charismatischen Tenor und Kantor etwas anfangen. Das zeigt sich vor allem in der Bandbreite des Films, seiner Stimmungs- bzw. Gefühlsregister.“